# Liste der Monuments historiques in Thaims
Die Liste der Monuments historiques in Thaims führt die Monuments historiques in der französischen Gemeinde Thaims auf.

## Liste der Bauwerke
| Bezeichnung      | Beschreibung              | Standort | Kennzeichnung | Schutzstatus | Datum | Bild           |
| ---------------- | ------------------------- | -------- | ------------- | ------------ | ----- | -------------- |
| Kirche St-Pierre | Erbaut im 11. Jahrhundert | (Lage)   | PA00105282    | Classé       | 1916  | weitere Bilder |

## Liste der Objekte
| Bezeichnung                              | Beschreibung                  | Standort                       | Kennzeichnung | Schutzstatus | Datum | Bild |
| ---------------------------------------- | ----------------------------- | ------------------------------ | ------------- | ------------ | ----- | ---- |
| Hochrelief Epona                         | Stein, gallo-römisch          | in der Kirche St-Pierre (Lage) | PM17000548    | Classé       | 1955  |      |
| Hochrelief Weinlese                      | Stein, gallo-römisch          | in der Kirche St-Pierre (Lage) | PM17000547    | Classé       | 1955  |      |
| Drei Reliefs                             | Stein, 8. oder 9. Jahrhundert | in der Kirche St-Pierre (Lage) | PM17000725    | Classé       | 1984  |      |
| Gemälde Saint Pierre délivré par un ange | Öl auf Leinwand, 1670         | in der Kirche St-Pierre (Lage) | PM17000549    | Classé       | 1983  |      |